# Brüder Grimm-Museum Kassel

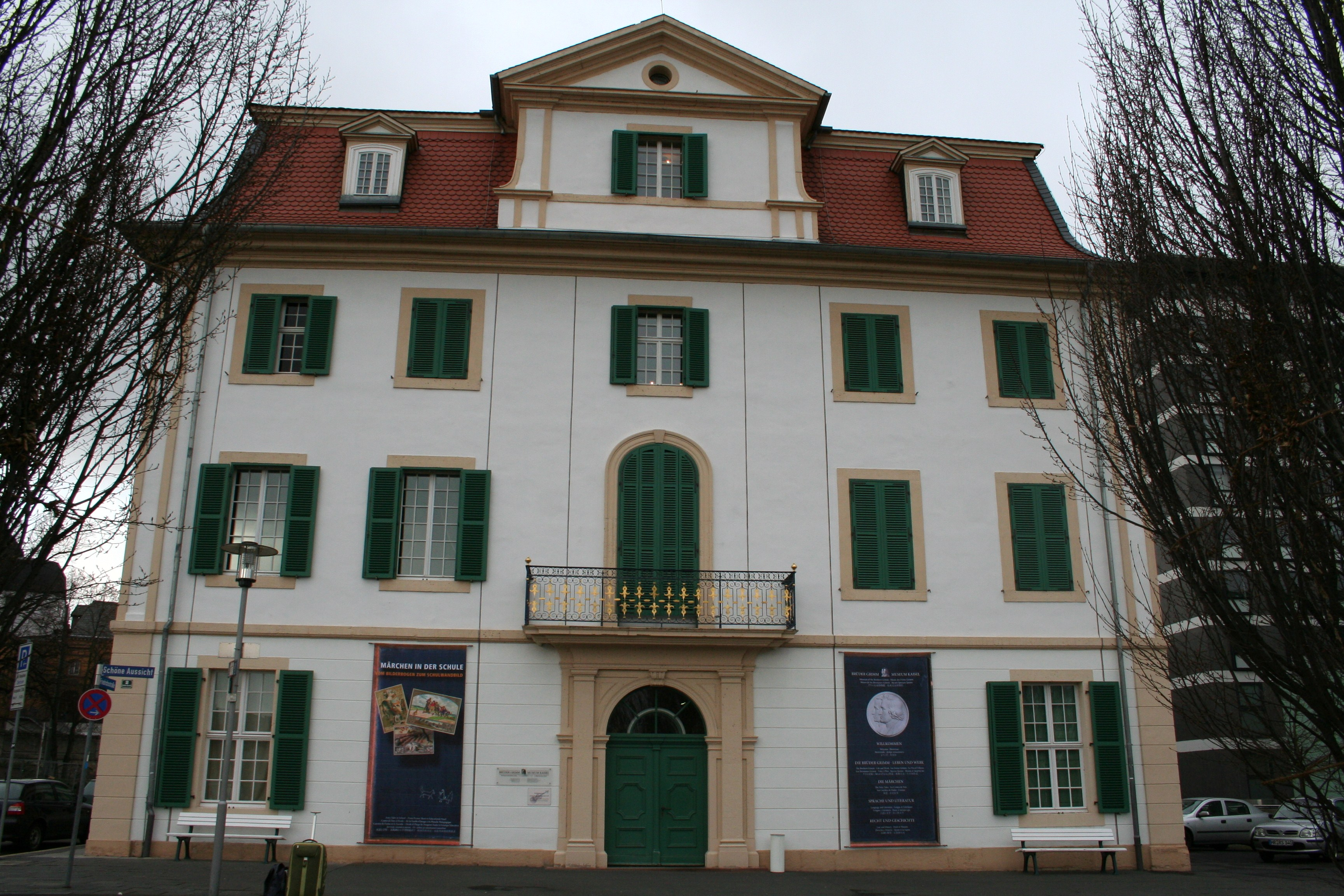
Das historische Palais Bellevue beherbergte das Museum

Das Brüder Grimm-Museum Kassel (BGM) war ein Museum im Palais Bellevue in Kassel. Es widmete sich dem Leben und Werk der Brüder Grimm mit dem Schwerpunkt der von ihnen gesammelten Kinder- und Hausmärchen. Im Zuge der konzeptionellen Neuausrichtung und des Baus der Grimmwelt Kassel wurde es zum 31. Oktober 2014 geschlossen.
Das 1959 von der Stadt Kassel und der Brüder Grimm-Gesellschaft e. V. gegründete Museum befand sich in Verwaltung und Trägerschaft der Stadt Kassel. Für Personalangelegenheiten des Museumsleiters und inhaltliche Fragen war ein dreiköpfiges Kuratorium zuständig, in das die Brüder Grimm-Gesellschaft einen Vertreter entsendete. Direktor des Museums war Bernhard Lauer.
Das Brüder Grimm-Museum verstand sich nicht nur als Ausstellungsort, sondern auch als Bibliothek, Archiv und Forschungsinstitut. Es vertrat den Anspruch, national und international der zentrale Ort zur Koordinierung der Grimm-Forschung und sonstiger Interessen an den Brüdern Grimm zu sein. Um diesen Anspruch gab es innerwissenschaftliche Diskussionen.

## Geschichte

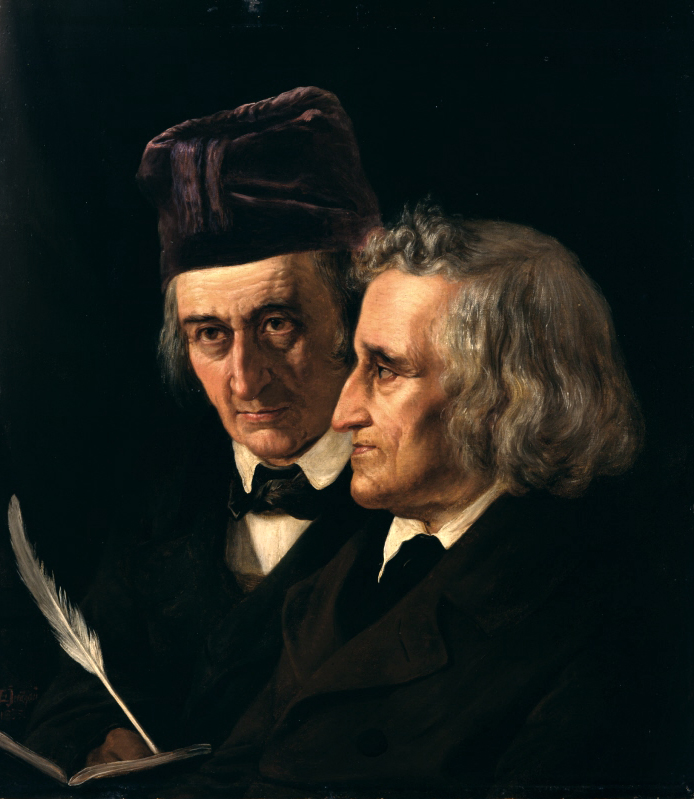
Doppelporträt der Brüder Wilhelm Grimm (links) und Jacob Grimm von Elisabeth Maria Anna Jerichau-Baumann, 1855

Das Museum entstand 1959 aus Sammlungsgut, das von der damaligen Murhardschen und Landesbibliothek (MuLB), der Stadt Kassel und im Kleinen auch von der Brüder Grimm-Gesellschaft beigesteuert und durch neue Erwerbungen und Schenkungen bedeutend erweitert wurde.
Die ersten Ausstellungsräume sowie Verwaltung und Archiv des Museums wurden am 4. Januar 1960, Jacob Grimms 175. Geburtstag, in der Murhardschen und Landesbibliothek am Brüder-Grimm-Platz in Kassel eröffnet. Gründungsdirektor war Ludwig Denecke, dem auch einige der grundlegenden Erwerbungen des Museums zu verdanken waren (Hauptteil des künstlerischen Nachlasses von Ludwig Emil Grimm, Hausrat und Briefschaften aus der Familie von Lotte Grimm). Das Museum war bis Anfang der siebziger Jahre Bestandteil der MuLB. Personell und hinsichtlich eines großen Teils der Grimm-Bestände blieb dies so, bis infolge der Gründung der Universitätsbibliothek Kassel die gemeinsame Leitung beider Einrichtungen nicht mehr möglich war. Ludwig Denecke wie auch sein Nachfolger Dieter Hennig leiteten das Museum und die Bibliothek in Personalunion. Unter Hennig zog die Ausstellung des Museums in das Erdgeschoss des Palais Bellevue um (siehe unten, Standortproblematik). Am 21. Oktober 1972 wurden dort die ersten Schauräume eröffnet, und die Ausstellungsfläche in der heutigen Murhardschen Bibliothek wurde aufgegeben.
Im Laufe der Zeit wurde das Museum auf alle vier Etagen des Palais ausgeweitet, nachdem andere Einrichtungen aus dem historischen Gebäude ausgezogen waren. Wichtige Sammlungsstücke, die aus dem Bestand der Landesbibliothek bzw. der MuLB während der Zeit der Personalunion bereitgestellt wurden, waren bisher gegen den Willen der Bibliothek noch im BGM verblieben. Dieses Problem wurde zusätzlich brisant, da der Museumsleiter die kostbarsten dieser Exponate, die zum Weltdokumentenerbe der UNESCO gehörenden Handexemplare der Brüder Grimm von ihren Kinder- und Hausmärchen, als Eigentum der Brüder Grimm-Gesellschaft bezeichnete.
2010 und 2011 war das Museum geschlossen, da das Palais Bellevue saniert wurde. 2012 wurde die Ausstellung im ersten und zweiten Obergeschoss wiedereröffnet.

## Ausstellung
In der Dauerausstellung fanden sich einige Exponate, die den Lebensalltag der Brüder illustrieren sollten und zum geringen Teil im direkten Zusammenhang mit ihnen standen. Im Palais Bellevue, einem feudalen Prachtbau des 18. Jahrhunderts, wurde versucht, mit Möbeln des Biedermeiers die Wohnwelt der beiden Brüder zu rekonstruieren. Im dritten Obergeschoss war vor der Renovierung des Palais Bellevue eine Erlebniswelt inszeniert. Auch waren einige Werke des Bruders Ludwig Emil Grimm ausgestellt, der Maler, Zeichner und Kupferstecher war.
Eines der wichtigsten Exponate war das Grimmsche Handexemplar der Kinder- und Hausmärchen von 1812/1815. Es wurde 2005 von der UNESCO in die Liste des Weltdokumentenerbes aufgenommen. Das Handexemplar ist eine Leihgabe der Universitätsbibliothek Kassel. Es stammte wie viele andere kostbare Grimm-Objekte aus der alten Landesbibliothek Kassel, die wegen kriegsbedingter Zerstörung des größten Teils ihrer Buchbestände nach dem Zweiten Weltkrieg mit der weniger geschädigten Murhardschen Bibliothek der Stadt Kassel verschmolzen und später zur Universitätsbibliothek Kassel erweitert wurde.
Die Wechselausstellungen hatten meist Märchenmotive zum Thema, deren Rezeption in Vergangenheit bevorzugt durch Buchillustrationen (in Original oder Reproduktionen) beleuchtet wurden. Das Brüder Grimm-Museum verfügte über eine der größten bestehenden Sammlungen von Ausgaben der Grimm-Märchen.

## Standortproblematik

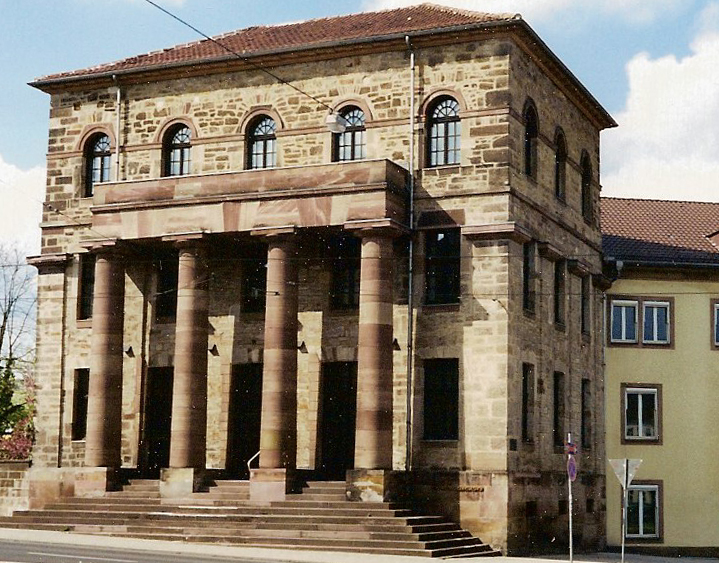
Das nördliche Torwachengebäude am Brüder-Grimm-Platz. In der obersten Etage wohnten die Brüder Grimm

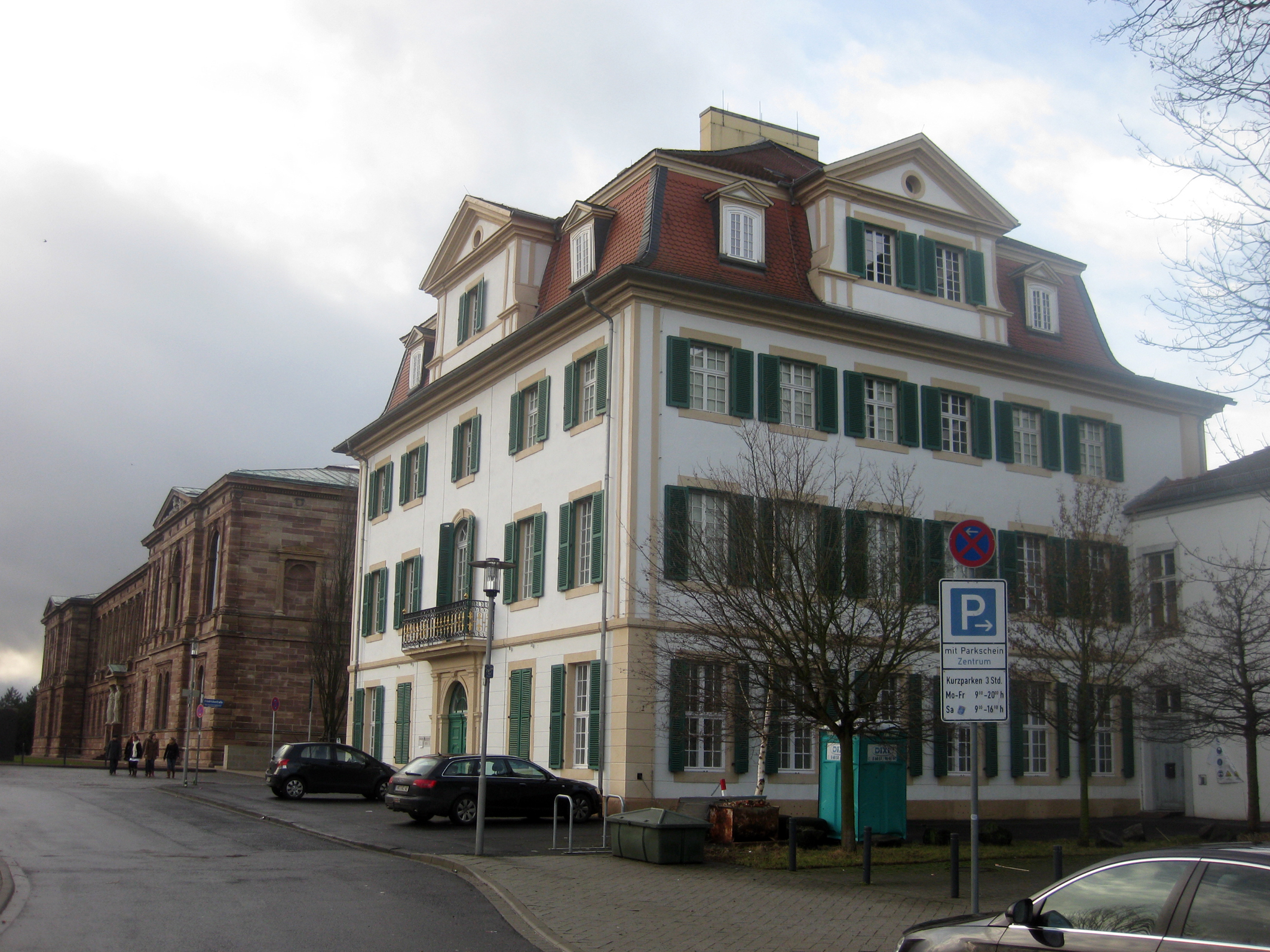
Das Palais entlang der „Schönen Aussicht“, im Hintergrund die Neue Galerie

Vom Sommer 2006 bis zum Frühjahr 2007 war vorübergehend nur noch das Erdgeschoss des Museums geöffnet, da schwere bauliche Mängel an der historischen Wendeltreppe aus dem Jahr 1790 zu einer Sperrung des Treppenhauses führten. Zur Documenta 2007 wurde das gesamte Haus wieder geöffnet, nachdem historische Holztüren im Palais durch Feuerschutztüren ersetzt worden waren. Im Erdgeschoss und im ersten Stock wurde bis 2008 eine Kinderbuchausstellung (Sammlung Witzel) gezeigt. Im zweiten Obergeschoss befand sich die Dauerausstellung über die Brüder Grimm, im dritten eine „interaktive Märchenerlebniswelt“. Abgesehen von den baulichen Mängeln, war das Palais Bellevue ein problematischer Standort für ein derartiges Museum und befriedigte mit dem vorhandenen Baukörper nicht dessen Expansionspläne. Auch war das Haus verwaltungstechnisch nicht als Museumsgebäude definiert. Ein grundsätzlicher Umbau würde die vorausgehende Festlegung des Nutzungszwecks als Museum erfordern, woraus sich vielfältige Auflagen ergäben, wie zum Beispiel der Ein- oder Anbau einer zweiten Treppe. Das hätte weitere fragwürdige Eingriffe in die historische Bausubstanz mit sich gebracht, zumal das Palais Bellevue das einzige auch im Innern noch weitgehend erhaltene ehemalige Stadtschloss des landgräflichen / kurfürstlichen Hauses Hessen-Kassel in Kassel war und noch heute ist.
Die Brüder-Grimm-Gesellschaft und die Stadt Kassel sprachen sich zunächst für eine Erweiterung des Museums (mit Verwaltung, Bibliothek und Forschungsstätte) am Standort Palais Bellevue aus. Im Rahmen eines Architekturwettbewerbs wurden mögliche Anbauten und Erweiterungen vorgestellt. Als Argument gegen einen Umzug wurde die Authentizität des Gebäudes angeführt. Dies war jedoch nicht unumstritten: Das Palais wurde seit seiner Erbauung 1715 als Sternwarte für Landgraf Karl mehrfach erheblich verändert. Bis 1956 beherbergte es Wohnungen der landgräflichen Familie von Hessen. Der Bezug der Brüder zu dem Gebäude war, wenn sie auch etwa zehn Jahre in der Nachbarschaft wohnten, eher gering. Am Brüder-Grimm-Platz steht bis heute ein ehemaliges Wohnhaus von Jacob und Wilhelm Grimm (das Gebäude wurde im Zweiten Weltkrieg beschädigt, und beim Umbau zum heutigen Verwaltungsgerichtshof wurden die Zwischenwände der ehemaligen Grimmschen Wohnung abgetragen). Seitens des Landes Hessens, besonders durch den ehemaligen hessischen Minister für Kunst Udo Corts, wurde die Möglichkeit der Umsiedlung des Museums in diese größere Liegenschaft angeboten. Diese Option wurde allerdings vom Kulturbürgermeister der Stadt Kassel und vom Leiter des Brüder Grimm-Museums nicht unterstützt.
Ein weiteres bis heute erhaltenes Kasseler Wohnhaus der Brüder Grimm befindet sich ebenso wie das Palais Bellevue in der Straße „Schöne Aussicht“, Nummer 9. Dieses Gebäude wurde vor einigen Jahren von den Erben in der Erwartung an die Städtische Wohnungsbaugesellschaft verkauft, dass es museal genutzt werden sollte, etwa für das im Palais Bellevue mit untergebrachte Spohr Museum (bis 2009).
Die Stadt Kassel ließ stattdessen 2013 bis 2014 auf dem Weinberg die neue GRIMMWELT Kassel als Ausstellungshaus zu den Werken, zum Wirken und zum Leben der Brüder Grimm errichten.

## Bestände; Bibliothek und Archiv
Das Museum beherbergte teils am Standort Palais Bellevue, teils noch in den Verwaltungs- und Archivräumen im Murhard-Gebäude, teils in weiteren Depots eine umfangreiche Sammlung von Büchern und Manuskripten, die überwiegend der Landesbibliothek und Murhardschen Bibliothek und der Brüder-Grimm-Gesellschaft gehörten. Nach Aussage des Museumsleiters verfügte das Museum über etwa 100.000 Sammlungsstücke. Nur ein sehr geringer Anteil dieser Bestände ging direkt auf die Brüder Grimm zurück. Hier wären neben den Handexemplaren der „Kinder- und Hausmärchen“ und der „Deutschen Grammatik“ etwa das Sofa aus Jacob Grimms Arbeitszimmer, eine Dose mit dem Miniaturporträt der Mutter der Brüder Grimm oder ein Bild aus Wilhelm Grimms Arbeitszimmer zu nennen. Weitere Exponate stammten aus den Familien ihrer Kasseler Verwandten. Besonders bedeutend war der große Bestand an Handzeichnungen und Graphiken Ludwig Emil Grimms, die das Museum überwiegend direkt von den Nachkommen des Künstlers erworben hatte.
Den zahlenmäßig größten Anteil an der Gesamtzahl von Objekten in den Beständen des BGM hatte die Fachbibliothek des Germanisten Ulrich Pretzel mit etwa 50.000 Bänden. Diese übernahm die Brüder Grimm-Gesellschaft 2004 von der Technischen Universität Darmstadt, die sie ihrerseits in den achtziger Jahren von der Familie erwarb und seither jedoch nicht die erforderlichen Kapazitäten aufbrachte, sie in Darmstadt einzuarbeiten und für die Benutzung bereitzustellen. Außer der Pretzel-Bibliothek befanden sich in den Depots des Brüder Grimm-Museums drei weitere Germanistennachlässe: von Karl Schulte Kemminghausen, Leo Weisgerber und René van de Zijpe (etwa 14.000 Bände und mehrere tausend archivarische und künstlerische Dokumente, darin größere Nachlassbestände des Grimm-Forschers Wilhelm Schoof).
Wegen der bestehenden räumlichen und benutzungstechnischen Probleme war die Sammlungen des BGM der Öffentlichkeit nur zum Teil zugänglich. Über die im weitesten Sinn technischen Benutzungsschwierigkeiten hinaus kritisierten Forscher unterschiedlicher Fachgebiete, die nicht zum engeren Kreis des Museums und der Gesellschaft gehörten, seit mehr als zehn Jahren wiederholt, dass ihnen der Zugang zu Beständen, die das Grimm-Museum betreute, erschwert werde. Dies betraf insbesondere die Autographensammlung und die Sammlungen von Graphiken und Handzeichnungen.